# Hyporthodus octofasciatus
Hyporthodus octofasciatus är en fiskart som först beskrevs av Griffin 1926.  Hyporthodus octofasciatus ingår i släktet Hyporthodus och familjen havsabborrfiskar. IUCN kategoriserar arten globalt som otillräckligt studerad. Inga underarter finns listade i Catalogue of Life.